# Francesc de Mostarós i Bosser
Francesc de Mostarós i Bosser (Barcelona, segle xvii - Barcelona, juny de 1652) fou un militar català.
Fill del metge Gabriel Antoni de Mostarós i de Magdalena Bosser Prats, pertanyia a una influent família de l'alta burgesia barcelonina.

## Guerra dels segadors
La seva participació en la batalla de Montjuïc de gener de 1641 no està documentada, però sis mesos més tard assistia al tinent coronel Antoni Meca com alferes en el setge de Tarragona, en el que durant la batalla de Tamarit avançà al pujol de la Creu, on aconseguí prendre posicions molt avantatjoses.
El 1643, durant l'ofensiva castellana per prendre Miravet, en el contraatac al castell d'Horta de Sant Joan guià com a capità un miler d'homes a l'assalt, i sense esperar a esventrar la porta principal, "tingué mania de pujar per una part de tàpia que havia no molt alta", essent el primer a entrar dins la plaça. Un cop dins, prengué la casa més a prop al castell i, des d'allí, mantingué a ratlla l'enemic a trets de mosquet.
Participà en el setge de Lleida del novembre de 1646, en el que fou ferit en l'assalt al fort Rebé de Vilanoveta.
El 27 de març de 1647, Lluís XIV de França el nomenà Cavaller del Principat de Catalunya amb els càrrecs de mestre de camp dels exèrcits de Catalunya, sergent major dels exèrcits de Cavalleria, governador militar de Barcelona i governador del castell de Montjuïc. Va participar el juliol de 1648 en el setge de Tortosa com a mestre de camp amb el seu regiment, per al que el general Marchin s'havia plantat el 10 de juny davant la ciutat amb 7.000 homes, 3.000 cavalls i el suport dels miquelets de la castellania d'Amposta. El seu regiment atacà la ciutat per la part de l'Hospital, perdent més de 150 homes. Finalment la ciutat caigué el 12 de juliol de 1648 i era sotmesa a saqueig.
A finals d'agost de 1651, Mostaròs tingué una picabaralla amb un alt comandament francès, el marquès de Marsilly, la qual acabà en duel. A partir d'aquest episodi, Mostaròs prengué part en les accions més perilloses i arriscades del Setge de Barcelona. El 22 d'abril de 1652, Mostaròs participà en la sortida per obrir pas al nou virrei Philippe de La Motte Houdancourt i aconseguí entrar a la ciutat. El 13 de maig de 1652 es posà al front d'una host escollida amb la qual assaltà de nit el fort de Sant Ferriol, aixecat especialment per al setge, però Mostaròs i els seus foren rebutjats amb 250 baixes, i a més ell rebé un tret mortal de mosquet a la cuixa, morint unes setmanes després.
Mostaròs era conegut ja en vida com a Marte de la guerra